# Marica Bălan
Marica Bălan (n. 1 aprilie 1936, Dumitrești, Ismail, România – d. 21 februarie 2014, Cocieri, Unitățile administrativ-teritoriale din Stînga Nistrului, Republica Moldova) a fost o actriță de teatru și film, cunoscută mai ales pentru spectacolele de poezie pe care le prezenta la Teatrul Mono.

## Studii
A studiat la școala teatrală „B. Șciukin” din Moscova (1955-1960).

## Activitate profesională
Debutează la Teatrul țigănesc (muzical-dramatic) Romen din Moscova, unde interpretează diverse roluri până în 1970. Actriță la teatrul „Sovremennik” din Moscova din Moscova (1970-1976). Revine în Moldova și se angajează la Teatrul actorului de film (1977-1981), jucând și la Teatrul „Luceafărul” (până în 1985). În 1990 fondează Teatrul MONO (teatrul unui singur actor). În cinematografie, debutează în 1966 cu rolul Vasiluței în filmul Gustul pâinii, turnat la studioul Moldova-film.

## Filmografie
Filmele în care a jucat actrița sunt:
- Gustul pîinii (Vasiluța), 1966;
- Nunta la palat (regizor de televiziune), 1968
- Ultimul haiduc, (Maria), 1972
- Bărbații încărunțesc de tineri (Ileana), 1974
- Durata zilei (secretara), 1974
- Care pe care (Păuna), 1977
- Agentul serviciului secret (lelea Vera), 1978
- Aveți o telegramă (Maria Petrovna), 1983
- Bucurii pământene, f/t, (mătușa Lilia), 1986